# لذت یادگیری
لذت یادگیری (فرانسوی: Le Gai savoir‎) فیلمی است ساخته ژان لوک گدار که در سال ۱۹۶۹ به نمایش درآمد. فیلمبرداری پیش از رخدادهای مه ۶۸ شروع شد و اندکی بعد از آن به پایان رسید. داستان فیلم اقتباسی آزاد است از رمان امیل، رساله ژان ژاک روسو در مورد آموزش و عنوان آن اشاره‌ای به حکمت شادان نیچه دارد. لذت یادگیری را می‌توان دنباله فیلم چینی گدار دانست. با این که فیلم را رادیو و تلویزیون فرانسه تهیه کرده بود اما پس از ساخته شدن حاضر به پخش آن نشد. بعدتر در سینما اکران شد، اما دولت فرانسه هم فیلم را توقیف کرد. این فیلم در نوزدهمین جشنواره بین‌المللی فیلم برلین نمایش داده شد.

## طرح
پاتریشیا و امیل شبی در ناکجاآباد با هم آشنا می‌شوند. در حین مطالعه، گوش دادن به رادیو و بحث و گفتگو، به باورهای مشترکی می‌رسند.

## بازیگران
- جولیت برتو - پاتریشیا لومومبا
- ژان-پیر لئو - امیل روسو
- ژان لوک گدار - راوی